# Acrobeloides tricornis
Acrobeloides tricornis är en rundmaskart. Acrobeloides tricornis ingår i släktet Acrobeloides och familjen Cephalobidae. Arten är reproducerande i Sverige. Inga underarter finns listade i Catalogue of Life.